# Casa Roca Oller
La Casa Roca Oller és un edifici cantoner situat a la Plaça del Prim i el raval de Santa Anna del municipi de Reus (Baix Camp) inclòs en l'Inventari del Patrimoni Arquitectònic de Catalunya.

## Descripció
Les façanes són pràcticament simètriques i iguals, tant la que dona a la Plaça de Prim com la que dona al raval de Santa Anna. És de planta quadrada i consta de planta baixa i tres plantes que són utilitzades com a habitatges. Els baixos comercials disposen de sis obertures d'arc rebaixat, amb una motllura superior i una mena d'escut vegetal a on correspon la peça clau.
Els entresòls tenen unes finestres balconeres, amb llindes riques en elements esculpits i barana de ferro forjat, formant dibuixos geomètrics i una mica florejats. El balcó del primer pis és corregut (el que dona a la plaça), recolzat en vuit mènsules, amb quatre pilastres que marquen les tres sortides de l'interior i estan rematades per sengles elements vegetals. Cada mòdul disposa d'un frontó. Els balcons de la segona planta, igual que els de la tercera tenen motllures i elements esculpits, tant en els muntants com les llindes. Cada balcó descansa en un parell de mènsules.
Tot el perímetre, a nivell de la coberta, està format per un mur que realment constitueix un ampit. La cornisa s'ajuda per mènsules que es reparteixen de dos en dos. N'hi ha 42 unitats.

## Història
El projecte és del 28 de juliol de 1884. Propietari: Sr. Roca Oller (?).
Actualment l'edifici és propietat d'Òmnium Cultural que hi té la seu al Baix Camp i el comparteix amb altres entitats com l'ANC i els mitjans de comunicació La Nova Ràdio i Reus Digital.